# Вілланелла
У музиці вілланелла (італ. villanella) — форма легкої італійської світської вокальної музики, що виникла в Італії незадовго до середини XVI століття. Вперше вона з'явилася у Неаполі та вплинула на пізнішу канцонетту, а звідти також вплинула на мадригал.
Тема, як правило, сільська, комічна і часто сатирична; часто манери художньої музики, такі як мадригал, є предметом пародії. Схема римування вірша в ранніх неаполітанських формах віланелл зазвичай abR abR abR ccR, де «R» — рефрен, що повторюється точно. Вілланелла стала однією з найпопулярніших форм пісні в Італії приблизно в середині століття.
Музика ранньої вілланелли, відома як канцона вілланеска (італ. canzone villanesca), неодмінно складається з трьох голосів без супроводу. Першими композиторами вілланелл були неаполітанці Джованні Доменіко да Нола та Джован Томазо ді Майо; до пізніших композиторів, вже не з Неаполя, належали Адріан Вілларт, Лука Маренціо, Адріано Банк'єрі, Орландо де Ласс та інші.